# PRP-4
PRP-4 Nard (ros. ПРП-4 «Нард» – 1В121) – wóz rozpoznania artyleryjskiego (ros. Подвижный Разведывательный Пункт, Podwiżnyj Razwiedywatielnyj Punkt) znajdujący się na wyposażeniu armii rosyjskiej.

## Historia
Na początku lat 80. XX w. podjęto prace nad rozwojem pojazdu PRP-3. Centralne Biuro Projektowe w Czelabińskiej Fabryce Traktorów, kierowane przez inż. W.L. Werszyńskiego, prowadziło prace nad projektem, który otrzymał oznaczenie Obiekt 779. Nowa maszyna miała być głęboką modernizacją PRP-3 i zapewnić armii prowadzenie naziemnego rozpoznania na potrzeby jednostek artylerii. Do jej opracowania wykorzystano kadłub transportera BMP-2, w którym zamontowano dodatkowe wyposażenie w postaci kamery termowizyjnej 1PN61 oraz dalmierz laserowy 1D11M-1. Pozwoliło to na znaczne rozszerzenie możliwości rozpoznawczych – zasięg identyfikacji celów w paśmie termowizyjnym wyniósł 3000 metrów, a dalmierza 10-12 km.
Pojazd otrzymał też nowy radar oraz kalkulator artyleryjski 1W520 Saczok. Z uwagi na zastosowanie sprzętu termowizyjnego z pojazdu usunięto wyrzutnik flar oświetleniowych. Nowy pojazd został przyjęty na uzbrojenie Armii Radzieckiej w 1984 r., produkcja seryjna została rozpoczęta przez Rubcowski Zakład Budowy Maszyn w Rubcowsku. Prace modernizacyjne podjęto w 1988 r. Nowy pojazd, oznaczony jako PRP-4M Diejtierij (ПРП-4М «Дейтерий», 1В145, Obiekt 779M) został wyposażony nowocześniejszą stację radiolokacyjną 1RŁ133-1 i środki optycznego rozpoznania i sprzęt łączności. Konstrukcja przeszła pomyślnie testy odbiorcze i została skierowana do produkcji seryjnej. Pod koniec lat 90. XX w. na wyposażenie pojazdu wprowadzono nowocześniejszą stację radiolokacyjną PRP-4MU. Dodatkowo zainstalowano stację radiolokacyjną 1RŁ133-3 zamiast 1RŁ133-1.
Ostatnią wersją rozwojową jest opracowany w zakładach Uralwagonzawod PRP-4A Argus (ПРП-4А «Аргус»). Testy nowego pojazdu zakończono w 2008 r. Od maszyny bazowej różni się bardziej zaawansowanym wyposażeniem, w szczególności systemem radarowym 1Ł-120-1, noktowizorem, kamerą termowizyjną oraz systemu ochrony Zasłon. Zainstalowany sprzęt elektroniczny ma możliwość pracy podczas ruchu pojazdu. Do maskowania pojazdu załoga może wykorzystać system mocowania siatek maskujących i generator zasłony dymnej. W nowej konstrukcji zastosowano silnik UTD-20S1, który pozwala na uzyskanie prędkości 65 km/h na drogach i 7 km/h podczas pływania. Pojazd dysponuje zasięgiem 550 km. PRP-4A Argus został oficjalnie zaprezentowany na „Russia Arms Expo 2013”, następnie na targach „Armia 2016”. Został wprowadzony na wyposażenie jednostek wojskowych Południowego Okręgu Wojskowego.
Następcą pojazdu PRP-4 w armii rosyjskiej jest PRP-5 („Mars-2000”) zaprezentowany w 2020 r. w Tule na Paradzie Zwycięstwa.

## Wersje
Pojazd występuje w następujących wersjach:
- PRP-4 – wersja podstawowa,
- PRP-4M – rozwinięcie PRP-4, wyposażony w urządzenie termowizyjne oraz peryskopowy dalmierz laserowy 1D14 o ulepszonych parametrach. Do zdalnego stanowiska obserwacyjnego wprowadzono dodatkowo przenośne laserowe urządzenie rozpoznawcze 1D13,
- PRP-4MU Diejtierij – zmodernizowana wersja PRP-4M,
- PRP-4A Argus – modyfikacja PRP-4M Diejtierij.

## Konstrukcja
Kadłub składa się z przedziału kierowania, przedziału silnikowo-przekładniowego, bojowego i rufowego. W skład załogi wchodzi dowódca, operator sprzętu rozpoznawczego umieszczonego w wieży, radiotelegrafista umieszczony w przedziale rufowym oraz operator komputerowy. Wszyscy członkowie załogi bojowej dysponują własnymi włazami umieszczonymi na górnej powierzchni kadłuba. Dodatkowo załoga dysponuje włazem ewakuacyjnym umieszczonym w tylnej części pojazdu. W wieży zainstalowano karabin maszynowy PKT kal. 7,62 mm z zapasem 1000 sztuk amunicji. Sprzęt nawigacyjny PRP-4 „Nard” zawiera wyznacznik kursu KP-4 (1W44), żyrokompas 1G25-1 i wskaźnik żyroskopowy 1G13M. Dodatkowo na wyposażeniu pojazdu znajduje się kalkulator 1W520, urządzenie łączności R-173 o zasięgu 20 km, urządzenie do szyfrowanej transmisji danych T-235-1U, radiostacja R-163-50U T4 o zasięgu do 15 km. Kadłub i stożkowa wieża o niskim profilu są spawane z walcowanych stalowych płyt pancernych o grubości od 6 do 26 mm. Płyty są nachylone pod znacznymi kątami w celu zwiększenia ochrony przed pociskami. Opancerzenie zapewnia załodze ochronę przed pociskami broni strzeleckiej oraz odłamkami. Pojazd dysponuje dodatkowym APU umożliwiającym zasilanie urządzeń bez uruchamiania silnika.

## Użycie bojowe
Pojazd PRP-4A Argus został wykorzystany przez siły rosyjskie biorące udział w wojnie domowej w Syrii. Po agresji Rosji na Ukrainę w 2022 r. odnotowano obecność PRP-4 na terenach objętych działaniami zbrojnymi.

## Galeria

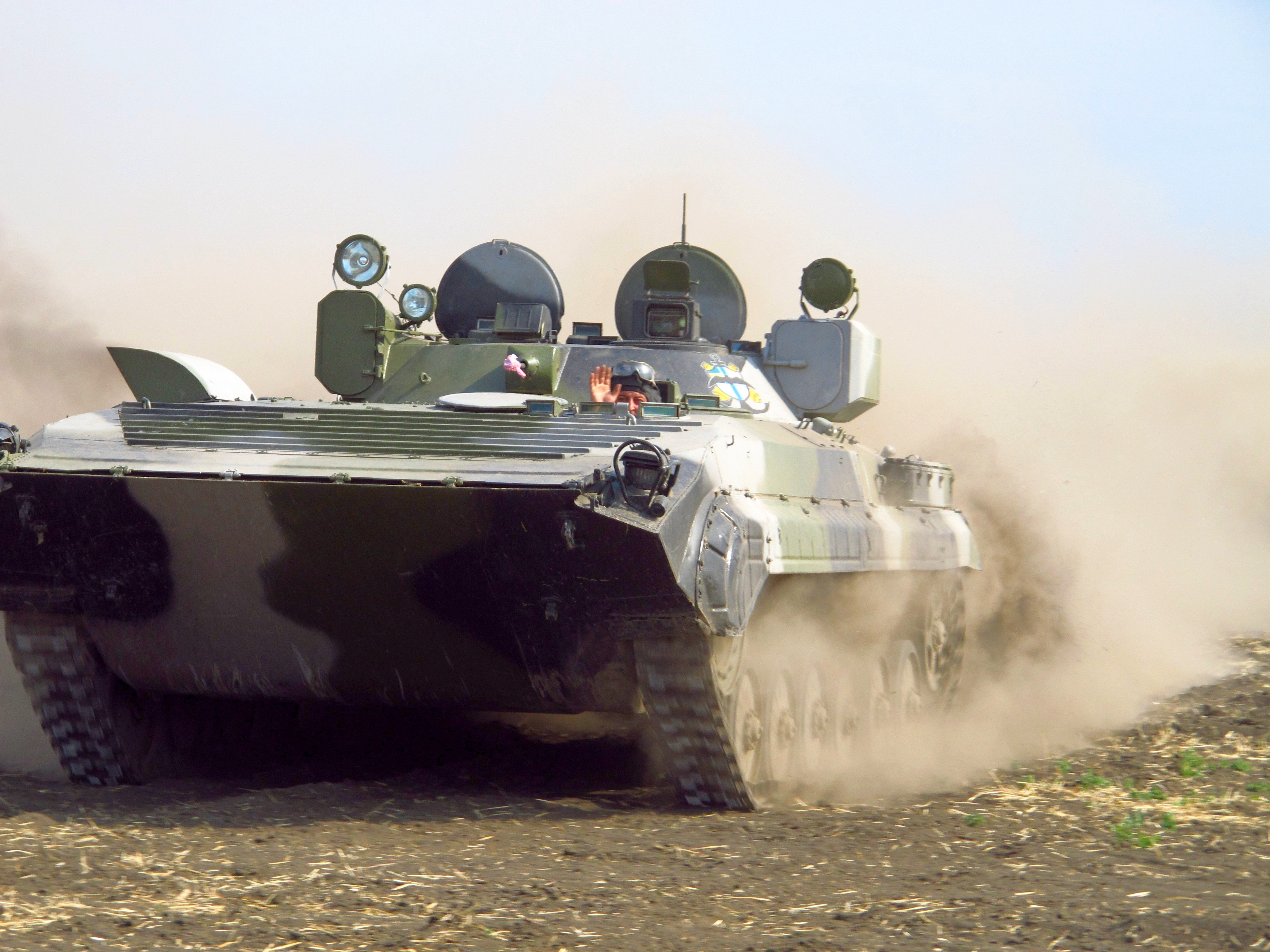
PRP-4M
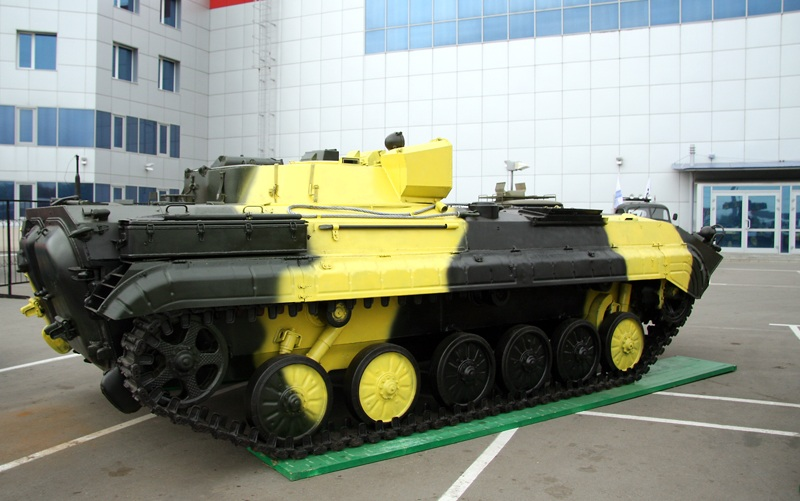
PRP-4M
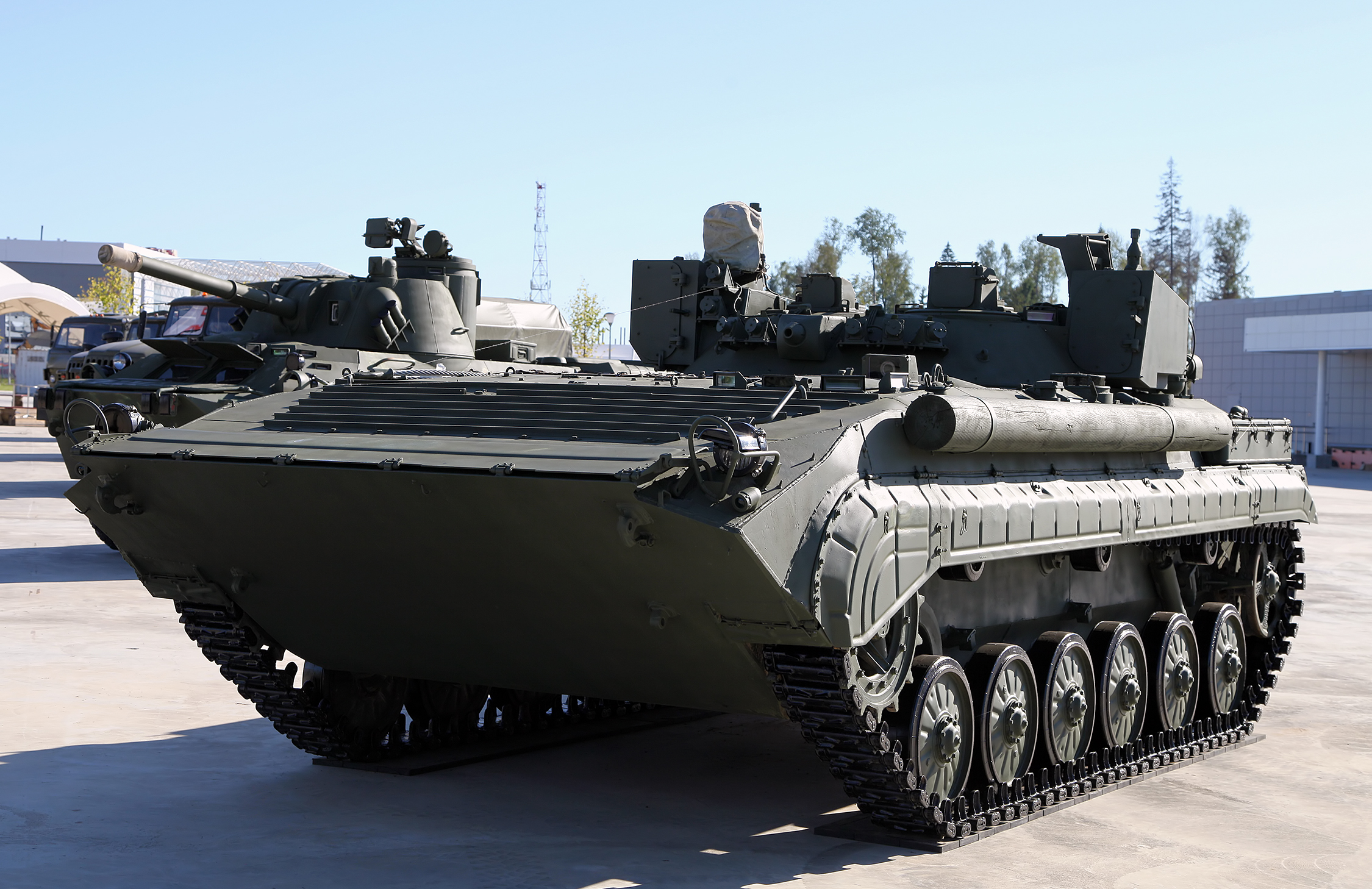
PRP-4A
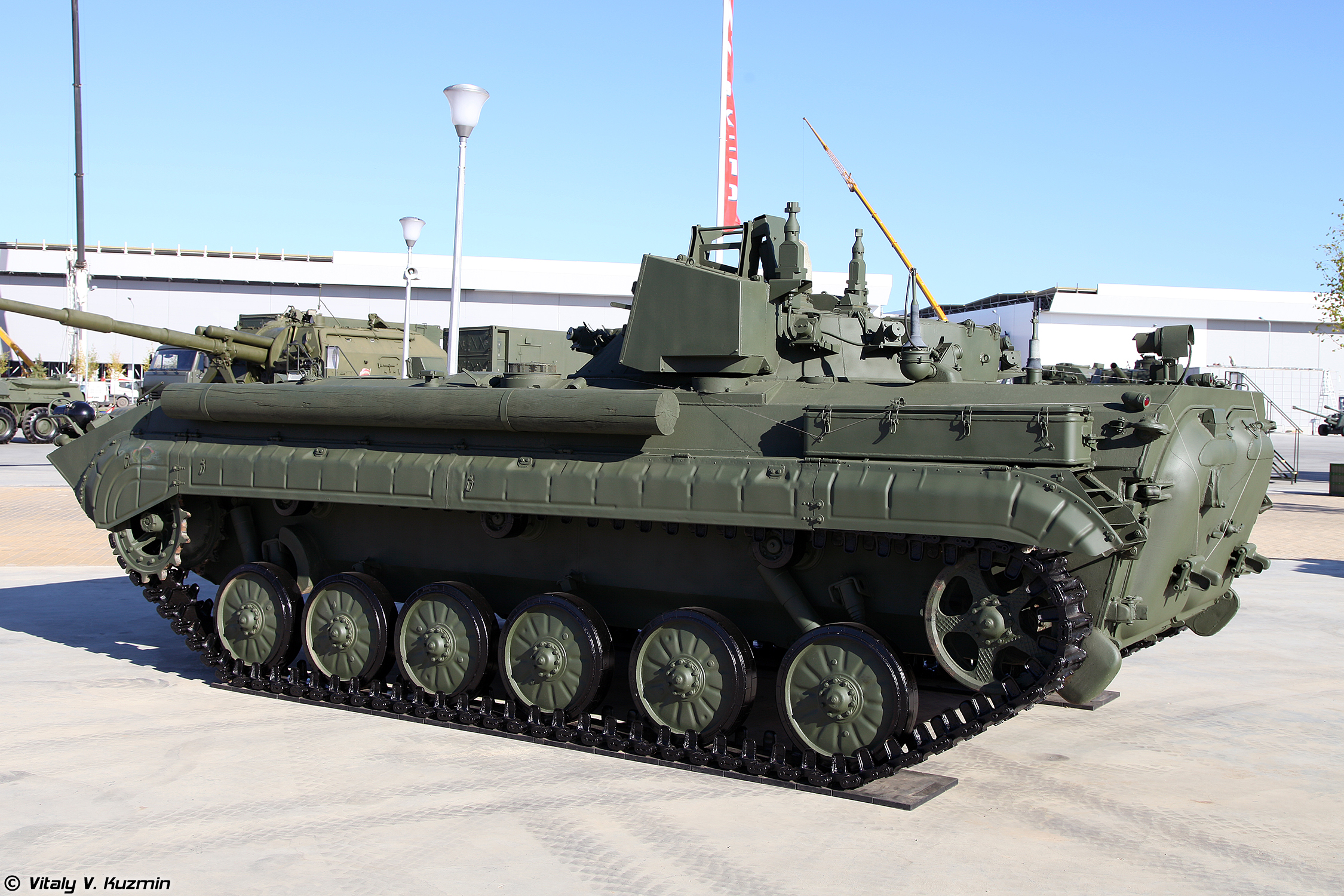
PRP-4A
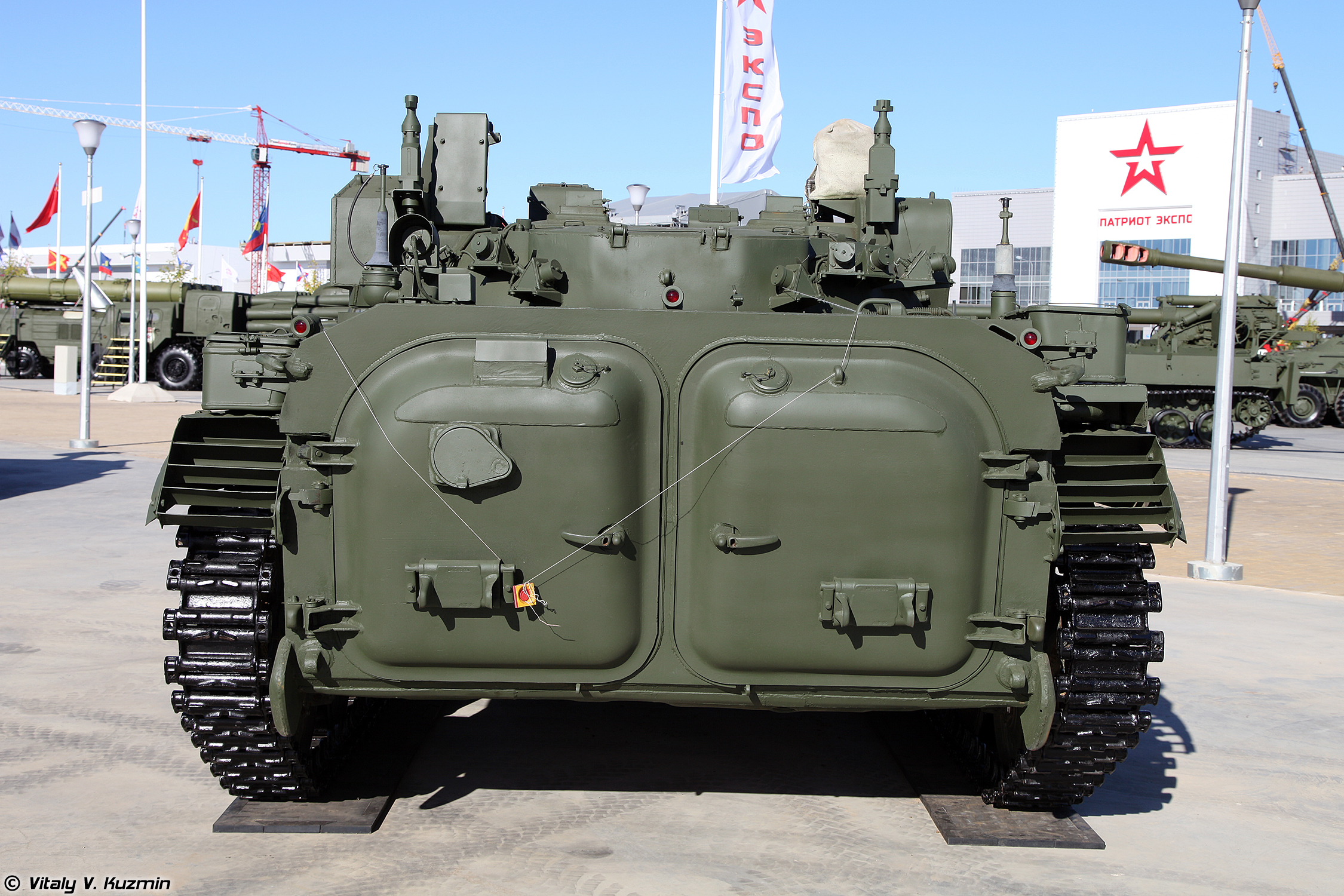
PRP-4A